# سياسة أخلاقية هولندية
كانت السياسة الأخلاقية الهولندية (بالهولندية Ethische Politiek) هي السياسة الرسمية لـحكومة إندونيسيا الاستعمارية خلال الأربعة عقود منذ عام 1901 وحتى الاحتلال الياباني عام 1942. في عام 1901 أعلنت الملكة الهولندية فيلهلمينا أن هولندا قبلت المسؤولية الأخلاقية من أجل رفاهية رعاياها في المناطق الخاضعة للاستعمار. وكان هذا الإعلان يمثل تناقضًا حادًا مع المذهب الرسمي السابق القائل بأن إندونيسيا تابعة (منطقة لجني الأرباح). كما أنها كانت بداية لسياسة التنمية الحديثة، في حين تحدثت القوى الاستعمارية الأخرى عن مهمة حضارية تثقيفية تتضمن بشكل رئيسي نشر ثقافتهم بين الشعوب المستعمرة.
عززت السياسة الأخلاقية الهولندية من تحسن الظروف المعيشية المادية. وعلى الرغم من ذلك، فقد كانت تلك السياسة تفتقر إلى التمويل، وتعاني من المبالغة في التوقعات وضعف القبول على إقامة المستعمرات الهولندية، واندثرت إلى حد بعيد مع بداية الكساد العظيم في عام 1930.

## صياغة السياسة الأخلاقية الهولندية

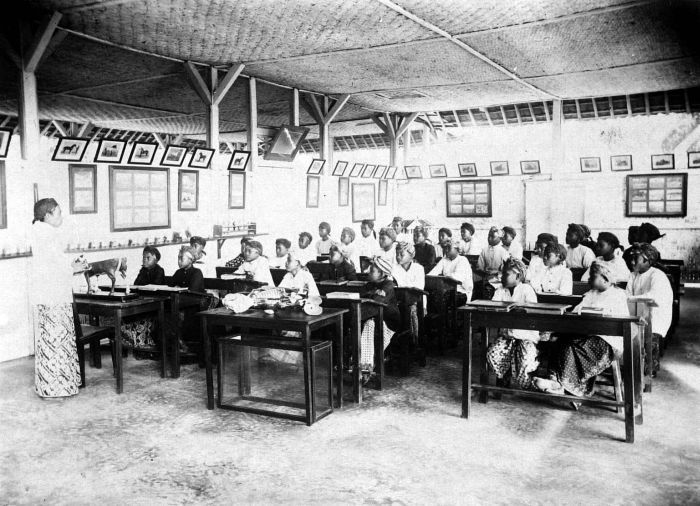
طلاب في المدرسة الزراعية للإندونيسيين في جزيرة جاوة. بنيت المدرسة خلال هذه الفترة.

في عام 1899، نشر المحامي الليبرالي الهولندي كونراد تيودور فان ديفندر مقالاً في الصحيفة الهولندية دي جايدز ادعى فيه أن الحكومة الاستعمارية كان يقع على عاتقها مسؤولية أخلاقية بإعادة الثروة التي تلقتها هولندا من جزر الهند الشرقية إلى السكان الأصليين.
وهناك أيضًا بيتر بروشوفت (1845-1921), وهو صحفي كتب عن الواجب الأخلاقي الهولندي لتوفير المزيد لشعوب جزر الإنديز. فقد قام بحملة ضد ما رأى أنه ظلم لبقية المستعمرات بدعم من الاشتراكيين والطبقة المتوسطة الهولندية ذات المصلحة. ووصف سكان جزر الإنديز الأصليين بأنهم «أبرياء» وبحاجة إلى المساعدة لا القمع. وكانت الصحف إحدى وسائل الاتصال القليلة بين الجزر الهندية والبرلمان الهولندي كما نشر محرر دي لوكوموتيف, أكبر الصحف المكتوبة باللغة الهولندية في جزر الهند مذكرات سنوك هورخرونيه في معرفة الإندونيسيين. وأرسل بروشوفت تقارير عن التنمية المحلية في الأرخبيل حول الفقر وهلاك المحاصيل والمجاعة والأوبئة في عام 1900. كما دعم المحامون والساسة حملة بروشوفت في مقابلة مع الملكة ويلهلمينا وقالوا بأن هولندا تدين لشعوب جزر الإنديز «بديون الشرف».
وفي عام 1901، أعلنت الملكة رسميًا في إطار نصيحة رئيس الوزراء المنتمي إلى الحزب المسيحي المناهض للثورة، عن «السياسة الأخلاقية» الخيرية والتي كانت تهدف إلى تقدم ورخاء شعوب جزر الإنديز. وضع الغزو الهولندي جزر الإنديز في كيان استعماري واحد من أوائل القرن العشرين وهو أمر أساسي لتنفيذ تلك السياسة.
قال المؤيدون للسياسة الأخلاقية إنه يجب عدم إجراء تحويلات مالية إلى هولندا في حين أن سكان الأرخبيل الأصليين يعانون من الفقر المدقع.

## الأهداف
كان أنصار السياسة الأخلاقية قلقين إزاء الظروف الاجتماعية والثقافية التي تعيق تقدم السكان الأصليين. فحاولوا رفع مستوى الوعي لدى المواطنين في الحاجة إلى تحرير أنفسهم من النظام الإقطاعي وتنمية أنفسهم على الطريقة الغربية.
في 17 سبتمبر عام 1901، وفي خطاب رسمي إلى البرلمان، صاغت الملكة فيلهلمينا المُتوّجة حديثا وبشكل رسمي السياسة الجديدة - أن الحكومة الهولندية لديها التزام أخلاقي تجاه الشعب الأصلي لجزر الإنديز الشرقية الهولندية التي يمكن تلخيصها في «ثلاث سياسات» هي الري والتهجير والتعليم.

### الري

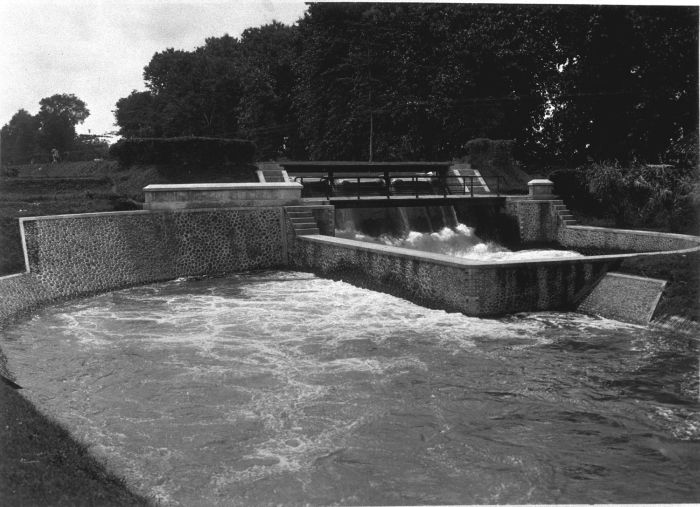
محطات مياه الري في جيمبر وجاوة الشرقية بنيت بين عامي 1927-1929.

عززت السياسة الأخلاقية الجهود الرامية إلى تحسين أراضي الناس العاديين من خلال برامج الري، وإدخال الخدمات المصرفية للسكان الأصليين، وتقديم الإعانات للصناعات المحلية والحرف اليدوية.

### التهجير
قدمت السياسة الأخلاقية أولاً مفهوم التهجير من جاوة المكتظة بالسكان إلى مناطق أقل كثافة سكانية من سومطرة وكليمنتان، وذلك من خلال البدء بالخطط التي ترعاها الحكومة من 1905 فصاعدًا. ومع ذلك فإن أعداد الناس التي انتقلت خلال فترة السياسة الأخلاقية كانت تمثل جزءًا ضئيلاً من الزيادة في عدد السكان في جاوة خلال نفس الفترة.

### التعليم

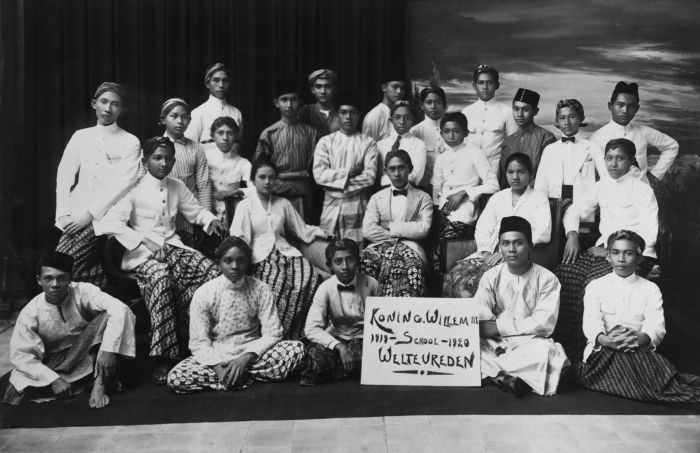
صورة مجموعة من أطفال السكان الأصليين أثناء انتظامهم بالحضور في مدرسة كونينغ ويليم الثالث في ولتفريدين، في باتافيا 1919-1920.

بدأ فتح التعليم الغربي للإندونيسيين الأصليين فقط في مطلع القرن العشرين، وفي عام 1900 ذهب فقط 1500 دارس إندونيسي إلى المدارس الأوروبية مقارنة مع 13000 دارس من الأوروبيين. ومع ذلك، فإنه بحلول عام 1928، كان 75000 أندونيسي قد أكملوا التعليم الابتدائي الغربي وكان ما يقرب من 6500 أندونيسي قد أكملوا التعليم الثانوي، على الرغم من أن هذا كان لا يزال يمثل نسبة ضئيلة من السكان.

## التقييم
كانت السياسة الأخلاقية أول محاولة جادة لإيجاد برامج للتنمية الاقتصادية في المناطق الاستوائية. وهي تختلف عن «مهمة الحضرنة» التي تتبعها القوى الاستعمارية الأخرى في تعزيز الرفاهية المادية بدلاً من نقل الثقافة. كان العنصر التعليمي في السياسة تقنيًا بشكل أساسي فلم يهدف إلى خلق رجال أو نساء هولنديين بلون بنيّ. تعثرت تلك السياسة في مشكلتين. أولهما: كانت الميزانيات المخصصة لبرامج هذه السياسة غير كافية أبدًا لتحقيق أهدافها ونتيجة لذلك فإن العديد من المسؤولين الاستعماريين خاب أملهم في إمكانية تحقيق تقدم دائم. وضعت قسوة الكساد العظيم المالية نهاية مؤكدة لهذه السياسة. ثانيهما: ساهمت البرامج التعليمية لتلك السياسة بشكل كبير في النهضة الوطنية الإندونيسية وإعطاء الإندونيسيين الأدوات الفكرية في التنظيم والتعبير عن اعتراضاتهم على الحكم الاستعماري. نتيجة لذلك رأى العديدون داخل المؤسسة الاستعمارية أن السياسة الأخلاقية خطأ وتتعارض مع المصالح الهولندية.